# Gouvernement Antonio Maura (4)
Pour les articles homonymes, voir Gouvernement Antonio Maura.
 (décembre 2022).
Si vous disposez d'ouvrages ou d'articles de référence ou si vous connaissez des sites web de qualité traitant du thème abordé ici, merci de compléter l'article en donnant les références utiles à sa vérifiabilité et en les liant à la section « Notes et références ».
Royaume d'Espagne
García Prieto IV Toca
Le quatrième gouvernement Antonio Maura est le gouvernement du royaume d'Espagne, en fonction le 15 avril 1919 au 20 juillet 1919.

## Composition
| Portefeuille                                         | Titulaires | Titulaires                            | Parti              |
| ---------------------------------------------------- | ---------- | ------------------------------------- | ------------------ |
| Président du Conseil                                 |            | Antonio Maura                         | Parti conservateur |
| Ministre du Gouvernement                             |            | Antonio Goicoechea                    | Parti conservateur |
| Ministre d'État                                      |            | Manuel González Hontoria (es)         | Parti conservateur |
| Ministre des Grâces et de Justice                    |            | José Bahamonde y de Lanz (es)         | Parti conservateur |
| Ministre des Finances                                |            | Juan de la Cierva y Peñafiel          | Parti conservateur |
| Ministre de la Guerre                                |            | Luis de Santiago y Aguirrebengoa (es) | sans étiquette     |
| Ministre de la Marine                                |            | Augusto Miranda y Godoy (es)          | sans étiquette     |
| Ministre de l'Instruction publique et des Beaux-arts |            | César Silió y Cortés (es)             | Parti conservateur |
| Ministre du Ravitaillement                           |            | José Maestre Pérez (es)               | Parti conservateur |
| Ministre de l'Équipement                             |            | Ángel Ossorio y Gallardo (es)         | Parti conservateur |